# Ʂ
Cette page contient des caractères spéciaux ou non latins. S’ils s’affichent mal (▯, ?, etc.), consultez la page d’aide Unicode.
ʂ, appelé s crochet rétroflexe ou s hameçon rétroflexe, est une lettre additionnelle de l’alphabet latin qui est utilisée dans l'alphabet phonétique international pour représenter une consonne fricative rétroflexe sourde.  Elle a aussi été utilisée dans une proposition de romanisation hanyu pinyin du chinois mandarin dans les années 1950.

## Utilisation
Dans l’alphabet phonétique international, s crochet rétroflexe [ʂ] est un symbole utilisé pour représenter une consonne fricative rétroflexe sourde. Elle est composée d’un s et d’un crochet droit indiquant la rétroflexion. Elle est proposée comme symbole, aux côtés d’autres symboles avec l’hameçon rétroflexe ‹ ɖ, ʈ, ɭ, ɳ, ɽ, ʐ › déjà utilisés dans l’alphabet dialectal suédois de Johan August Lundell, lors de la Conférence de Copenhague d’avril 1925 et est ajoutée dans le tableau de l’API de 1932. Ces consonnes rétroflexes étaient auparavant représentées à l’aide du diacritique point souscrit, dans ce cas-ci [ṣ].
Le s crochet palatal fait partie d’un alphabet hanyu pinyin proposé en 1956, utilisant d’autres lettres additionnelles comme ч, ŋ, ꞔ, ᶎ. Elle représente une consonne fricative rétroflexe sourde aspirée [ʂ] en mandarin standard, aujourd’hui transcrite ‹ sh › en hanyu pinyin.

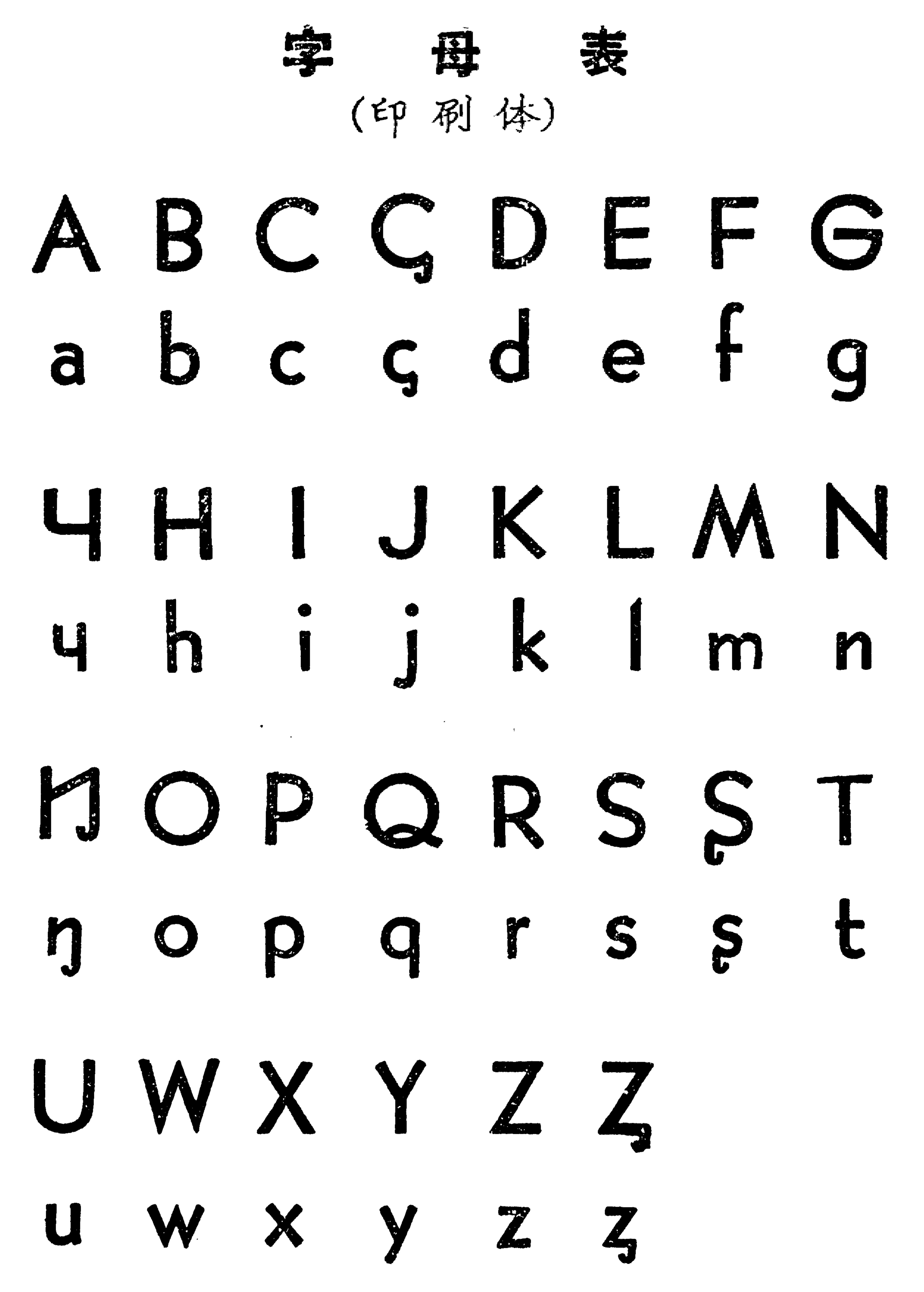
Projet d’alphabet chinois de 1956, forme imprimée.
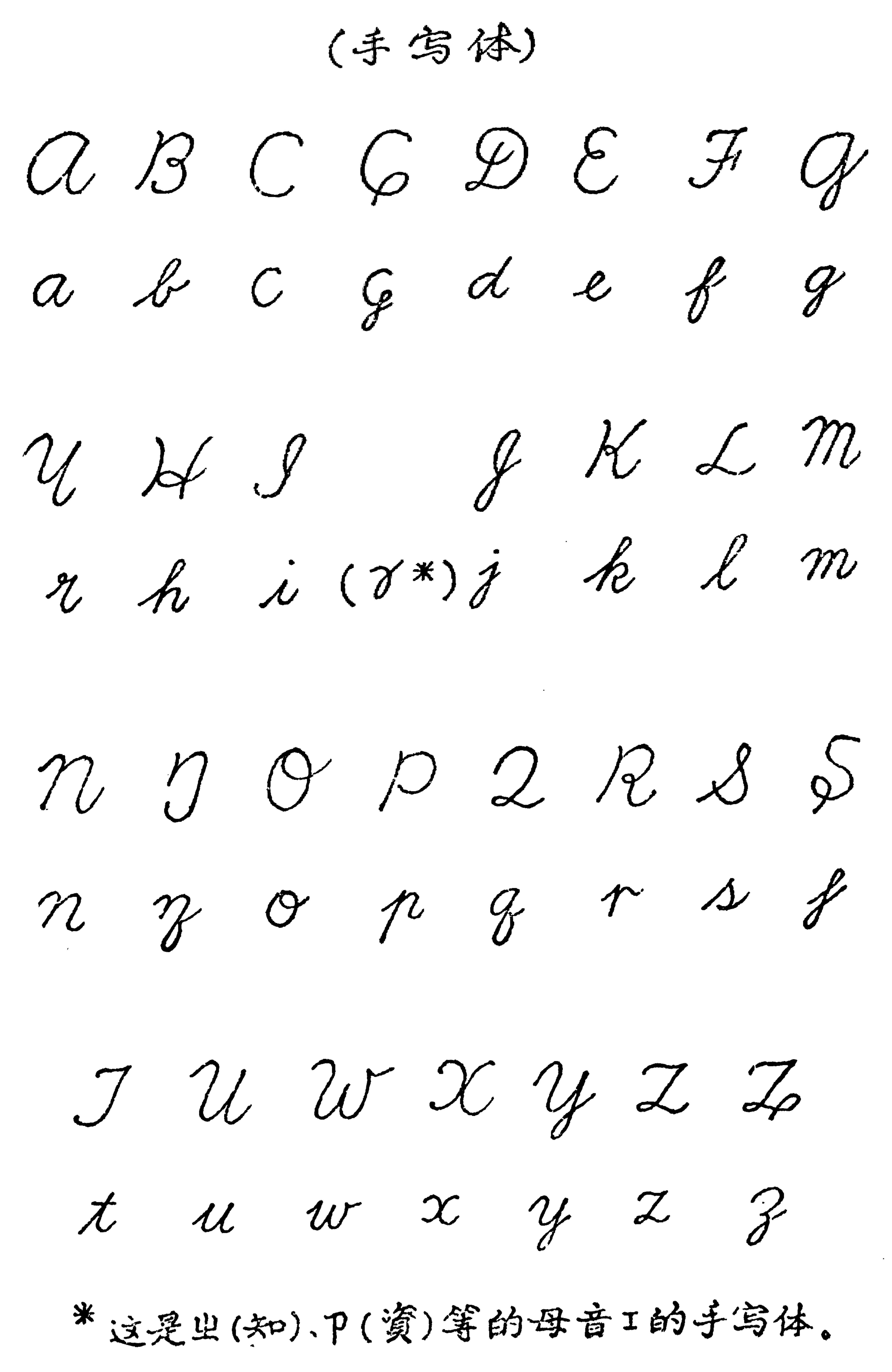
Projet d’alphabet chinois de 1956, forme imprimée.

## Représentations informatiques
Le s crochet rétroflexe peut être représenté avec les caractères Unicode (Alphabet phonétique international, Latin étendu D) suivants :
| formes    | représentations | chaînes de caractères | points de code | descriptions                                 | notes                 |
| --------- | --------------- | --------------------- | -------------- | -------------------------------------------- | --------------------- |
| majuscule | Ʂ               | Ʂ                     | U+A7C5         | lettre majuscule latine s crochet rétroflexe | ajouté à Unicode 12.0 |
| minuscule | ʂ               | ʂ                     | U+0282         | lettre minuscule latine s crochet rétroflexe |                       |